# Шмарє-при-Єлшах (община)
Община Шмарє-при-Єлшах (словен. Občina Šmarje pri Jelšah) — одна з общин в центральній Словенії. Адміністративним центром є місто Шмарє-при-Єлшах. Община має дуже сприятливі умови для вирощування винограду.

## Населення
У 2011 році в общині проживало 10214 осіб, 5029 чоловіків і 5185 жінок. Чисельність економічно активного населення (за місцем проживання), 4022 осіб. Середня щомісячна чиста заробітна плата одного працівника (EUR), 850,54 (в середньому по Словенії 987.39). Приблизно кожен другий житель у громаді має автомобіль (51 автомобілі на 100 жителів). Середній вік жителів склав 40,7 роки (в середньому по Словенії 41.8). 